# Opius camerunensis
Opius camerunensis är en stekelart som beskrevs av Fischer 1964. Opius camerunensis ingår i släktet Opius och familjen bracksteklar. Inga underarter finns listade i Catalogue of Life.